# Henry Heth

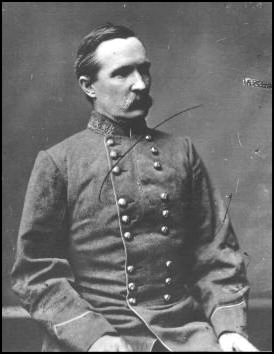
Henry Heth.

Henry Heth, född den 16 december 1825 i Chesterfield County, Virginia, död den 27 september 1899 i Washington D.C., var en amerikansk militär och general i sydstatsarmén.

## US Army
Heth examinerades från militärakademin i West Point på sista plats år 1847 och utnämndes till underlöjtnant i infanteriet. Han tjänstgjorde under mexikanska kriget vid 1. infanteriregementet och rapporterades felaktigt stupad efter en strid mot indianer år 1855.

## Inbördeskriget
Vid amerikanska inbördeskrigets utbrott var Heth kapten i amerikanska armén, men begärde då avsked. Han utnämndes till överste för 45. Virginiaregementet och ledde det under fälttåget i västra Virginia år 1861. Den 6 januari 1862 befordrades han till brigadgeneral, efter att tidigare ha tackat nej till en generalmajorsbefattning, och deltog i Kentuckykampanjen. Ett senare förslag att utnämna Heth till generalmajor avslogs av sydstatssenaten. I februari 1863 kommenderades han till Norra Virginiaarmén som brigadchef och förde tillfälligt befäl över hela divisionen. Den 24 maj 1863 utnämndes han till generalmajor sedan senaten godkänt utnämningen. Heth är mest känd för att han ryckte in i Gettysburg och inledde slaget den 1 juli. Under striden träffades han av en muskötkula när han red över den västra delen av McPherson Ridge, men tack vare att han lagt papper innanför svettremmen på den för stora hatten, klarade han sig.

## Efter kriget
Efter kriget bosatte sig Heth i Richmond och arbetade inom försäkringsbranschen. 

## Gravplats
Heth är begravd i Hollywood Cemetery i Richmond.